# Goomba
En Goomba er et fiktivt lille brunt svampelignende dyr fra Super Marios verden. Den har meget store øjenbryn og to hugtænder, som peger opad. I nogle spil kan den udslettes ved at hoppe på den og i andre spil er det også muligt at skyde den, hvis man fanger en rød svamp og derefter en ildblomst. I andre spil er det slet ikke muligt at dræbe dem, så der må man bare hoppe over dem.
I Mario-spillene er de sammen med Petuis og Koopa Troopas de mest normale fjender.
Goombas er baseret på den japanske shiitake-svamp.
| Spilfigurer | Spire Denne spilfigur-relaterede artikel er en spire som bør udbygges. Du er velkommen til at hjælpe Wikipedia ved at udvide den. |